# 보닛긴팔원숭이
보닛긴팔원숭이(또는 도가머리긴팔원숭이, 학명: Hylobates pileatus)는 긴팔원숭이과의 긴팔원숭이속에 속하는 영장류 유인원이다.
보닛긴팔원숭이는 털 색깔에 있어 암수가 다르다:숫컷은 다른 색이 섞이지 않은 검은 털을 갖고 있는 반면에 암컷은 배 쪽은 흰색과 갈색의 털을 머리는 검은 색 털을 지니고 있다. 흰 색의, 얼굴 주위의 텁수룩한 털은 암수 모두에게 공통적인 특징이다.
보닛긴팔원숭이의 분포 지역은 태국 동부와 캄보디아 서부, 라오스 서남부 지역이다. 이들의 생활 방식은 다른 긴팔원숭이들과 매우 닮았다:이들은 숲에서 사는 주행성 동물로, 숲 내에서 나무를 능숙하게 오르며 나무 가지 사이를 건너 다닌다. 과일과 나뭇잎 그리고 작은 동물들을 주로 먹는다. 번식에 대해서는 잘 알려져 있지 않지만 다른 긴팔원숭이들과 크게 다르지 않을 것으로 추측되고 있다.